# Načez (jezik)
Načez (engleski: Natchez) (ISO 639-3: ncz), izumrli jezik Natchez Indijanaca koji se govorio duž rijeke St. Catherines Creek u Mississippiju, SAD. Klasificirao se kao jezik istoimene skupine natchesan u porodicu muskhogean. 
Danas se vodi kao jedan od četiri zaljevska jezika. Nešto preživjelih pojedinaca koji danas žive među Creek Indijancima u Oklahomi više ga ne govore.

## Vanjske poveznice
- Ethnologue (14th)
- Ethnologue (15th)